# Bonizeth von Isenburg
Bonizeth von Isenburg († nach 1472) war Äbtissin im Stift Freckenhorst.

## Leben und Wirken
Bonizeth von Isenburg entstammte dem Adelsgeschlecht von Isenburg. Welchem der weit verbreiteten Familienzweige sie zugeordnet werden kann, ist nicht belegt.
Bevor sie in das Kloster Freckenhorst kam, war sie Kanonissin im Stift Köln.
1456 wurde sie Nachfolgerin der Äbtissin Anna von Plesse, war aber erstmals am 27. Februar 1459 in einer Urkunde bezeugt. Ihre Amtszeit war überschattet von einem Konflikt mit dem Konvent, der Priorin sowie den Kanonikern, der dazu führte, dass sie ihres Amtes enthoben und an ihre Stelle Maria von Tecklenburg postuliert wurde. Auf ihre Bitte hin setzte Bischof Heinrich III. zur Überprüfung ein Gremium ein, denn nach ihrer Auffassung sei sie aus dem Amt gedrängt worden, und sie habe nicht – wie die Gegenseite behauptete – auf ihr Amt verzichtet. Am 18. April 1474 verkündete der Bischof das Ergebnis der Ermittlungen des Gremiums: Bonizeths Anschuldigungen waren haltlos und unberechtigt.
Gegen diese Entscheidung wehrte sich ihre Schwester Agnes von Isenburg und erreichte am 7. Juni 1482 einen Vergleich mit dem Ergebnis, dass Maria von Tecklenburg jährliche Zahlungen von 32 Goldgulden sowie Naturalien zu leisten habe. Dieser Vergleich wurde am 27. November 1484 vom Bischof bestätigt. Damit war die Angelegenheit noch nicht abgeschlossen, denn Agnes hatte bei der Kurie Klage eingereicht. In diesem Verfahren wurde über das Stift Freckenhorst sowie Maria von Tecklenburg die Exkommunikation verfügt. Erst nach Aufhebung dieser Entscheidung durch Papst Innozenz VIII. am 19. April 1485 und der Bekanntgabe durch den Domdechanten Otto von Korff am 17. Juni 1485 war der lange Streit endgültig beigelegt.